# Velekei László
Velekei László (Mosonmagyaróvár, 1978. május 1. –) Harangozó Gyula-díjas magyar balettművész, koreográfus, érdemes művész. 2020-tól a Győri Balett igazgatója.

## Élete
Tíz éves koráig néptáncot és versenytáncot tanult, balett táncosként a Pécsi Művészeti Szakközépiskolában végzett. 2020-ban elvégezte a Magyar Táncművészeti Egyetem táncos és próbavezető szakát. Pályafutását 1996-ban alapító tagként kezdte a Magyar Fesztivál Balettben. 
1997-től a Győri Balett társulatához került, 1999-ben az együttes magántáncosa lett. 2009-től a táncot befejezve koreográfusként és művészeti asszisztensként dolgozott a társulatnál. 2015 óta a társulat művészeti vezetője. 2020. július 1-je óta a társulat igazgatója.

## Fontosabb szerepei
- Günter Pickː Carmina Burana
- Libor Vaculik: Az Operaház fantomja (1997), Játék a szerelemről
- Robert North: Entre dos Aguas, Carmen (1997), Trójai játékok (1998, 2004), Rómeó és Júlia(2000)
- Barbay Ferenc: Tűzmadár 2001)
- Marie Brolin-Tani: Orfeo (2000)
- William Fomin: Casanova (2002)
- William Fomin és Juhos István „Putto”: Purim, avagy a sorsvetés (1999, 2007)
- Alexander Schneider-Rossmy: Magyar Triptichon – B.K.L. (2002)
- Marie Brolin-Tani: Macbeth (2003)
- William Fomin: Giovanni (2005)
- Raphael Bianco: Misztikus víziók (2006)
- Marie Brolin-Tani: Hamlet (2006)

## Koreográfiái
- 2007. Elan
- 2008. Tóth Ilona emlékére ’56
- 2009. Antipasti
- 2012. Forgószél, avagy a képzelet csodája
- 2012. Randevú
- 2012. RoofDance
- 2013. Kodály
- 2014. A vaskakas
- 2015. Ne bánts!
- 2015. A terem
- 2016. Belső hangok
- 2017. Romance – Kodály Zoltán műveire
- 2017. Egy varsói menekült
- 2017. A skarlát betű
- 2018. PianoPlays – etűdök Liszt és Wagner műveire
- 2019. Anna Karenina
- 2020. Kippkopp és Tipptopp
- 2020. Mimi
- 2021. GisL
- 2021. Maszkabál
- 2021. Bach másként
- 2021. One way to heaven
- 2021. GisL
- 2021. The waves / Mimi
- 2022. Peer Gynt
- 2023. Négy évszak
- 2023. Maszkabál 2. - Erdei kaland
- 2023. A skarlát betű (felújítás)
- 2024. A Kockásfülű nyúl

## Díjai
- 1996. Pall Mark Alapítvány kiváló táncosa
- 2000. Junior Lyra-díj, Martha Graham ösztöndíj New Yorkban, Fülöp Viktor ösztöndíj, Philip Morris – díj
- 2007-es Koreográfusok verseny győztese
- 2014. TAPS-díj, ‘Best outsider choreographer’ díjat a 7. Nemzetközi Balett és Kortárstánc Versenyen, Bécsben
- 2015. Harangozó Gyula-díj
- 2016. Az Évad Legjobb Alkotója
- 2017. Carmen-díj
- 2018. Az Évad Legjobb Alkotója
- 2019. Seregi László-díj[5]
- 2020. Magyar Teátrum Nyári Fesztivál, „A LEGJOBB ELŐADÁS” és „A LEGJOBB ALKOTÓ” díj (Anna Karenina)
- 2022. Érdemes művész[6]
- 2024. Táncművészetért-díj - Táncpedagógusok Országos Szövetsége szakmai díj